# Real Madryt w sezonie 1930/1931

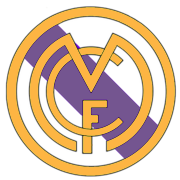
Logo Realu Madryt w latach 1931-1941

Sezon 1930/31 był 29. sezonem w historii Realu Madryt i trzecim z rzędu sezonem tego klubu w najwyższej klasie hiszpańskiego futbolu.

## Skład
| Nr | Poz. | Piłkarz             |
| -- | ---- | ------------------- |
|    | BR   | → Ricardo Zamora    |
|    | BR   | → Rafael Vidal      |
|    | BR   | → Ramón Nebot       |
|    | OB   | → Félix Quesada     |
|    | OB   | → José Torregrosa   |
|    | OB   | → Patricio Escobal  |
|    | PO   | → Antonio Bonet     |
|    | PO   | → José María Peña   |
|    | PO   | → Desiderio Esparza |
|    | PO   | → Rafael Morera     |
|    | PO   | → José Galé         |

| Nr | Poz. | Piłkarz                 |
| -- | ---- | ----------------------- |
|    | PO   | → Cosme Vázquez         |
|    | PO   | → Leóncito              |
|    | PO   | → Manuel Gurruchaga     |
|    | PO   | → Manuel Valderrama     |
|    | NA   | → Eugenio Hilario       |
|    | NA   | → Luis Olaso            |
|    | NA   | → Jaime Lazcano         |
|    | NA   | → Ramón Triana          |
|    | NA   | → Cándido Urretavizcaya |
|    | NA   | → Francisco Eguía       |
|    | NA   | → Mariano García Puerta |

## Mecze
zwycięstwo Realu Madryt
     remis
     zwycięstwo drużyny przeciwnej
| 17 grudnia 1930 | Real Madryt                | 2:0 | RCD Espanyol |                                        |
|                 | Lazcano 44' · Leoncito 73' |     |              | Chamartín, Madryt Sędzia: A. Hernández |

| 225 grudnia 1930 | Arenas Getxo                        | 4:1 | Real Madryt       |                 |
|                  | Calero 4', 66' · Madaluniz 25', 76' |     | 51' García Puerta | Ibaiondo, Getxo |

| 327 grudnia 1930 | Real Madryt                       | 3:1 | CE Europa        |                   |
|                  | Gurruchaga 20', 32' · Lazcano 42' |     | 88' (k.) Alcazar | Chamartín, Madryt |

| 44 stycznia 1931 | Real Madryt       | 1:0 | Deportivo Alavés |                   |
|                  | García Puerta 43' |     |                  | Chamartín, Madryt |

| 511 stycznia 1931 | Racing Santander                       | 3:0 | Real Madryt |                              |
|                   | Larrinaga 15' · Telete 67' · Cisco 84' |     |             | Estadio Sardinero, Santander |

| 618 stycznia 1931 | Real Madryt | 0:6 | Athletic Bilbao                                                           |                   |
|                   |             |     | 2' Gorostiza · 7', 70' Chirri · 15' Irarragorri · 21' Bata · 77' Lafuente | Chamartín, Madryt |

| 725 stycznia 1931 | Real Sociedad         | 2:1 | Real Madryt  |                               |
|                   | C. Bienzobas 24', 82' |     | 20' L. Olaso | Estadio Atocha, San Sebastián |

| 827 stycznia 1931 | Real Unión      | 1:1 | Real Madryt |         |
|                   | L. Regueiro 70' |     | 27' Lazcano | ?, Irun |

| 91 lutego 1931 | Real Madryt | 0:0 | FC Barcelona |                   |
|                |             |     |              | Chamartín, Madryt |

| 109 lutego 1931 | RCD Espanyol | 1:1 | Real Madryt |                              |
|                 | Eldemiro 33' |     | 50' Lazcano | Estadio de Sarrià, Barcelona |

| 1115 lutego 1931 | Real Madryt                         | 3:0 | Real Unión |                   |
|                  | Morera 30', 51' · Urretavizcaya 47' |     |            | Chamartín, Madryt |

| 1222 lutego 1931 | Real Madryt             | 1:2 | Arenas Getxo            |                   |
|                  | Zarraonandia 89' (sam.) |     | 40' Emilin · 75' Rivero | Chamartín, Madryt |

| 131 marca 1931 | CE Europa | 0:3 | Real Madryt                     |                             |
|                |           |     | 26', 65' Leóncito · 62' Eugenio | Estadio Guinardó, Barcelona |

| 148 marca 1931 | Deportivo Alavés | 2:0 | Real Madryt |                               |
|                | Albeniz 27', 79' |     |             | Estadio Mendizorroza, Vitoria |

| 1515 marca 1931 | Real Madryt | 0:0 | Racing Santander |                   |
|                 |             |     |                  | Chamartín, Madryt |

| 1622 marca 1931 | Athletic Bilbao        | 2:4 | Real Madryt                                           |                   |
|                 | Bata 1' · Gorostiza 8' |     | 20' Valderrama · 22', 79' Eugenio · 42' Cosme Vázquez | San Mamés, Bilbao |

| 1729 marca 1931 | Real Madryt                      | 2:0 | Real Sociedad |                   |
|                 | L. Olaso 40' · Cosme Vázquez 76' |     |               | Chamartín, Madryt |

| 185 kwietnia 1931 | FC Barcelona        | 3:1 | Real Madryt |                              |
|                   | Ramon 10', 38', 80' |     | 40' Eugenio | Camp de Les Corts, Barcelona |

| Copa de la Republica 1/16 F 26 kwietnia 1931 | Madrid FC                                                          | 4:0 | Eclipse Santander |                   |
|                                              | Cosme Vázquez 44' · Esparza 50' · García Puerta 55' · L. Olaso 85' |     |                   | Chamartín, Madryt |

| Copa de la Republica 1/16 F 3 maja 1931 | Eclipse Santander | 2:5 | Madrid FC                                                  |                              |
|                                         | Carral 12', 55'   |     | 2' Leóncito · 27' Esparza · 37', 60' Morera · 89' L. Olaso | Estadio Sardinero, Santander |

| Copa de la Republica 1/8 F 10 maja 1931 | Madrid FC                                  | 3:0 | Murcia CF |                   |
|                                         | García Puerta 65', 68' · Cosme Vázquez 75' |     |           | Chamartín, Madryt |

| Copa de la Republica 1/8 F 17 maja 1931 | Murcia CF | 0:0 | Madrid FC |                      |
|                                         |           |     |           | La Condomina, Murcia |

| Copa de la Republica 1/4 F 24 maja 1931 | Betis Balompié                         | 3:0 | Madrid FC |                     |
|                                         | Timmi ?' · Enrique 28' · Soladrero 35' |     |           | Villamarín, Sevilla |

| Copa de la Republica 1/4 F 31 maja 1931 | Madrid FC         | 1:0 | Betis Balompié |                   |
|                                         | García Puerta 30' |     |                | Chamartín, Madryt |